# Jovanka Mardova
Jovanka Mardova, född 21 november 1978 i Prag, Tjeckien, är en indonesisk skådespelerska och modell. och är dotter till Mardjohan och Lubica Mardova.

## Filmografi
- 1996 – Kalbuku Bernyanyi
- 1999 – Sahabat
- 2000 – Sindikat Narkoba
- 2002 – The King & I